# Hyperomyzus lampsanae
Hyperomyzus lampsanae är en insektsart som först beskrevs av Carl Julius Bernhard Börner 1932.  Hyperomyzus lampsanae ingår i släktet Hyperomyzus och familjen långrörsbladlöss. Arten är reproducerande i Sverige. Inga underarter finns listade i Catalogue of Life.